# Alcañón
Alcañón ist eine Weißweinsorte, die in der spanischen Region Aragonien kultiviert wird. Sie ist einer der vielen direkten Nachkommen der alten Rebsorte Hebén; der zweite Elternteil ist bislang unbekannt. Alcañón wurde bis in das Jahr 2007 noch häufig als Synonym der bekannteren Sorte Macabeo verstanden. DNA-Analysen belegen jedoch die Eigenständigkeit der Sorte.
Im Jahre 2016 wurden insgesamt 27 Hektar Rebfläche mit fallender Tendenz erhoben. Es ist jedoch nicht auszuschließen, dass noch einige Rebflächen im Weinbaugebiet Somontano irrtümlich als Macabeo deklariert wurden. (Siehe auch den Artikel Weinbau in Spanien sowie die Liste von Rebsorten.)

## Synonyme
Die Rebsorte Alcañón ist auch unter den Namen Alcañón Blanco, Alcanou, Alfonsarro, Blanco Castellano, Cansera, Carrega Somera, Carregasomiers, Castellano, Castellano Blanco, Castelo Branco, Jaen, Mantuo Castellano, Mantuo de Jerez, Mantuo de Sanlucar, Mantuo de Xerez, Mantuo Jerez, Mantuo Vigiriego, Merseguera, Montuo, Palote, Pances, Pansa, Pansa y Pansales, Panse und Pansera bekannt.

## Ampelographische Sortenmerkmale
In der Ampelographie wird der Habitus folgendermaßen beschrieben:
- Die Triebspitze ist offen. Sie ist nur leicht wollig behaart, grünlich mit leicht rötlichfarbenem Anflug. Die weißlich – hellgrünen Jungblätter sind leicht behaart.
- Die mittelgroßen Blätter sind fünflappig und tief gebuchtet (siehe auch den Artikel Blattform). Das Blatt ist grob gezahnt.
- Die konusförmige Traube ist mittelgroß. Die rundlichen Beeren sind mittelgroß und von goldgelber Farbe.

Die Rebsorte reift ca. 30 Tage nach dem Gutedel und gilt somit als spät reifend.
Alcañón ist eine Varietät der Edlen Weinrebe (Vitis vinifera). Sie besitzt zwittrige Blüten und ist somit selbstfruchtend. Beim Weinbau wird der ökonomische Nachteil vermieden, keinen Ertrag liefernde, männliche Pflanzen anbauen zu müssen.